# Gandellino
Gandellino [ɡandeˈlːiːno] (Gandilì [ɡandiˈli] o Gandelì [ɡandɛˈli] in dialetto bergamasco) è un comune italiano di 952 abitanti situato in alta val Seriana, in provincia di Bergamo, in Lombardia.

## Geografia fisica

### Territorio
Il paese è situato prevalentemente sulla parte sinistra orografica del fiume Serio che lo attraversa, a 675 m s.l.m. in alta Val Seriana, circa a 44 chilometri a nord di Bergamo, ed è composto dal capoluogo sul fondovalle, che prosegue nella parte a nord lungo la strada provinciale con le frazioni Gromo San Marino, anticamente chiamata Gromo san Martino, con le contrade Bondo, Pietra e Grabiasca, sulla sua parte a est con la frazione Tezzi e sulla parte ovest con la località Foppi.
Dal paese è possibile collegarsi ai diversi sentieri alpini, il Sentiero dell'Alto Serio passa sui due versanti della valle: la terza tappa porta da San Giovanni di Gorno (punto di partenza) a Grabiasca passando per la Ripa sulla parte occidentale; la quarta tappa parte invece da Aprico (Fino del Monte) per arrivare ancora a Grabiasca, ma passando per i Tezzi Alti sulla parte orientale del paese.
Mentre attraverso il Sentiero delle Orobie, si possono raggiungere alcune cime delle prealpi bergamasche: i monti Redorta, Grabiasca, Brunone, e Cardeto.
Si possono così raggiungere i numerosi laghi alpini e rifugi: Laghi di Cardeto, Passo della Portula, Curò e Coca (da Valbondione), Brunone (da Fiumenero), Calvi (da Ripa di Gromo), Alpe Corte e Laghi Gemelli (da Valcanale); proprio da quest'ultimo ha inizio anche il sentiero dei rifugi delle Orobie, che si conclude all'Albani.

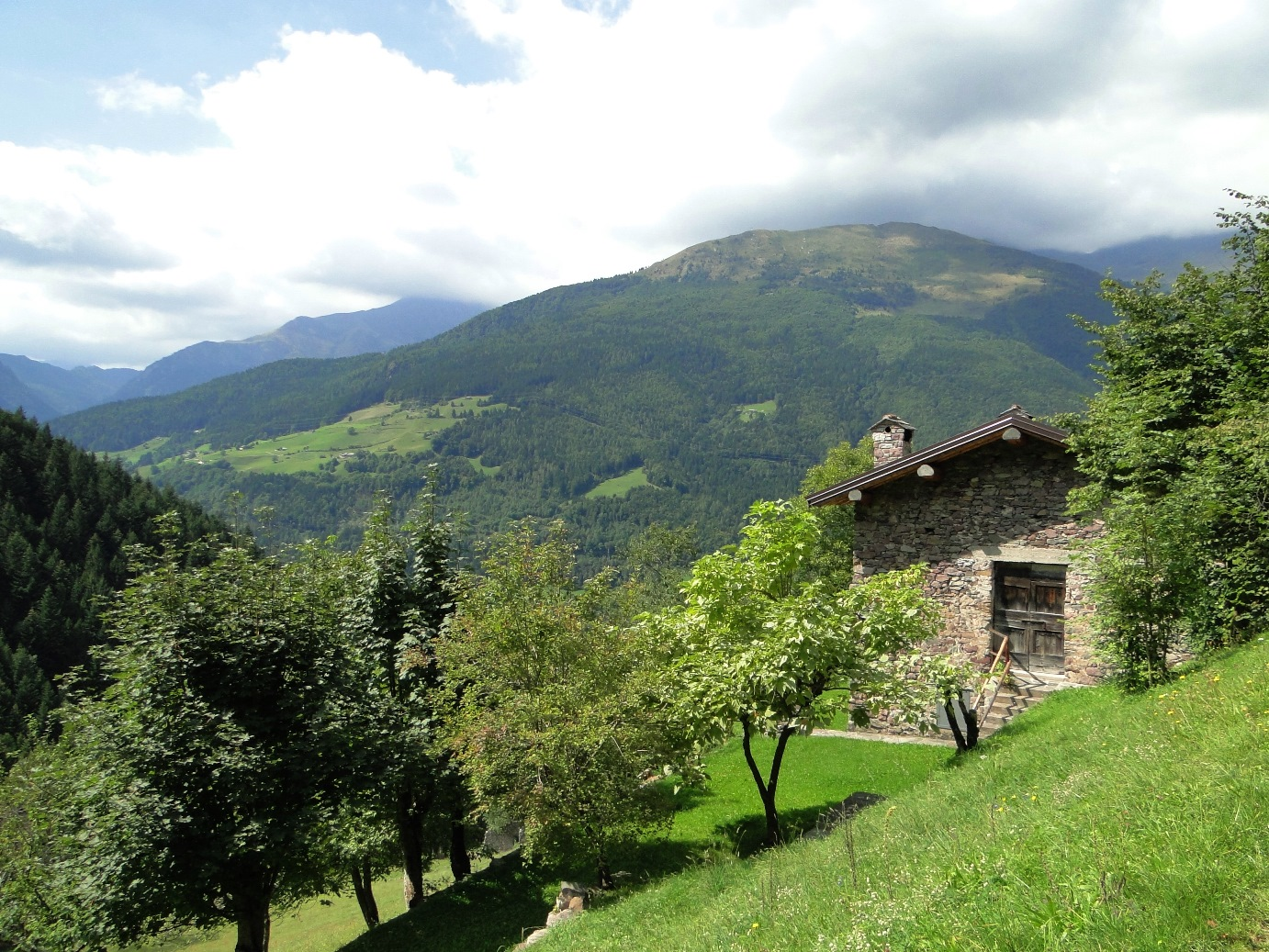
Gandellino, baita del Flesso ("Flesc") in Val Sedornia

La pista ciclabile attraversa tutto il territorio di Gandellino, per lunghi tratti anche nel centro abitato. Sul territorio c'è un impianto sportivo comunale completo di campi di pallavolo calcetto e tennis, mentre nella frazione Gromo S. Marino si trova il campo comunale di calcio e di pallavolo.

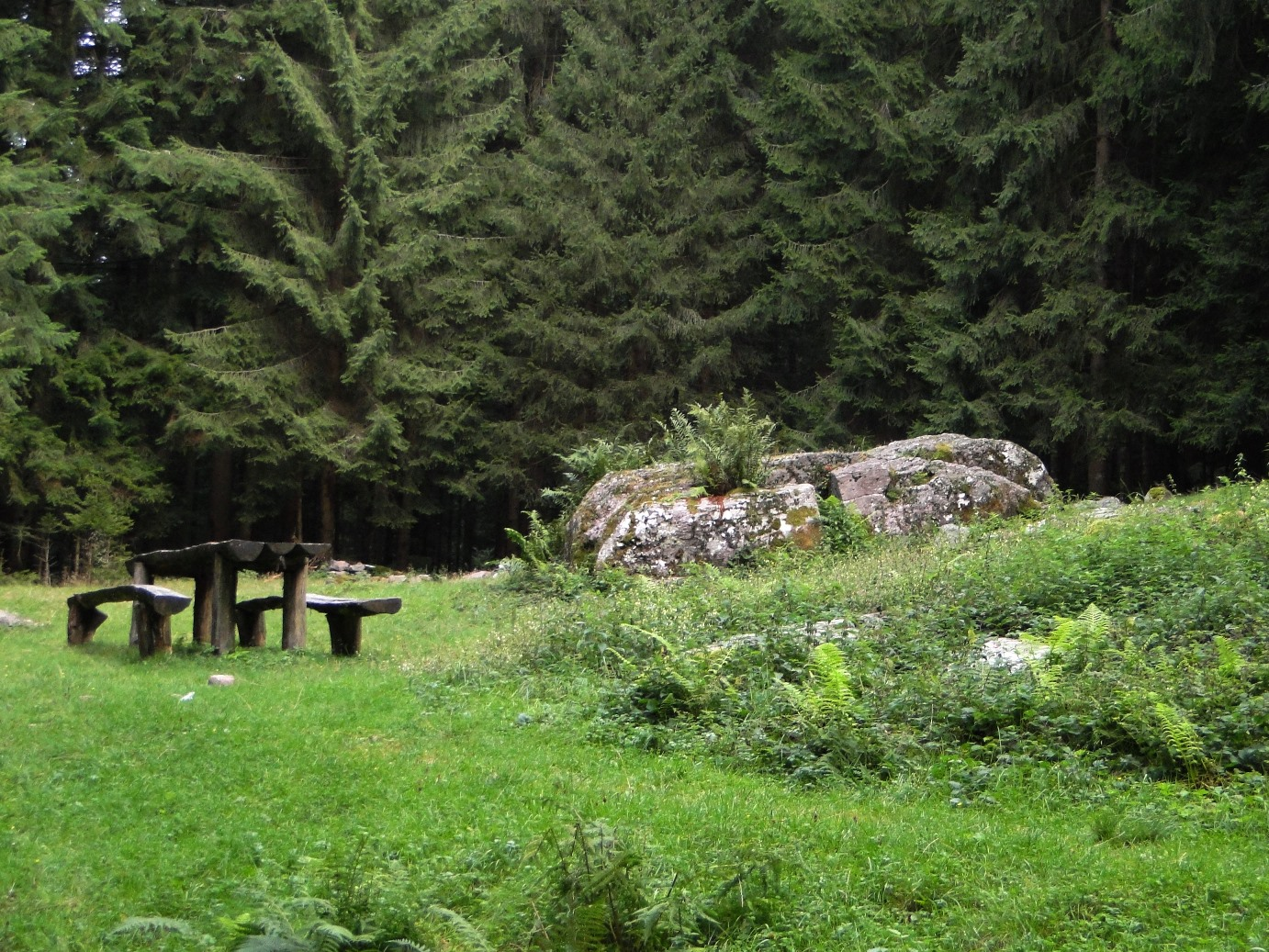
Gandellino, "Spiaz de la Martisola" in Val Sedornia

### Spias de Martisola
Il mistero di un luogo, le cui tracce sono sempre di difficile interpretazione. Partendo dalla frazione Tezzi si percorre un sentiero, antico che sale una valle nel bosco, la val Sedornia, nome che è una trasformazione del nome romano "Saturnia", Saturnus quindi un elemento religioso, il dio Saturno, dio della natura, della potenza e abbondanza. La valle che percorre un bosco, si apre poi in pascoli, ma è stranamente deserta.
Giunti in località detta Spias de Martisola, compare una radura con un masso a forma di parallelepipedo ora completamente ricoperto di muschio, le cui incisioni e coppelle lo rendono sicuramente riconducibile all'opera dell'uomo, e di un uomo preistorico. Lungo un lato del Masso erratico son ritagliati una serie di gradini, che conducono alla sua sommità. Un masso-altare per sacrifici, e questo secondo gli studi che sono stati fatti qui e in altre zone delle Alpi e Prealpi si ritiene che il masso altare sia stato utilizzato fra il terzo e il primo millennio prima di Cristo. Sulla superficie son ben visibili dei solchi chiamati coppelle. mentre la faccia rivolta a Nord mostra una serie di incisioni circolari, e di linee oblique, forse indicanti costellazioni.
Un masso-altare usato dai druidi, sacerdoti dei Celti per riti sacrificali, le coppelle sembra che potessero raccogliere il sangue di vittime, animali o addirittura umane, altri parlano di riti religiosi legati all'acqua che feconda la terra, anche questa possibilità attendibile essendo presente il torrente Sedornia.

### Clima
Gandellino è situato in una vallata e possiede uno stretto fondovalle.
Il suo clima è continentale, con inverni freddi e moderatamente secchi ed estati relativamente calde e umide. In condizioni di cielo sereno, in inverno si ha la tipica inversione con minime tra -4 e -6; in estate invece da minime di 16-17° si può arrivare a massime intorno ai 25-26°. Spesso l'inverno dà luogo a precipitazioni nevose anche di forte intensità.

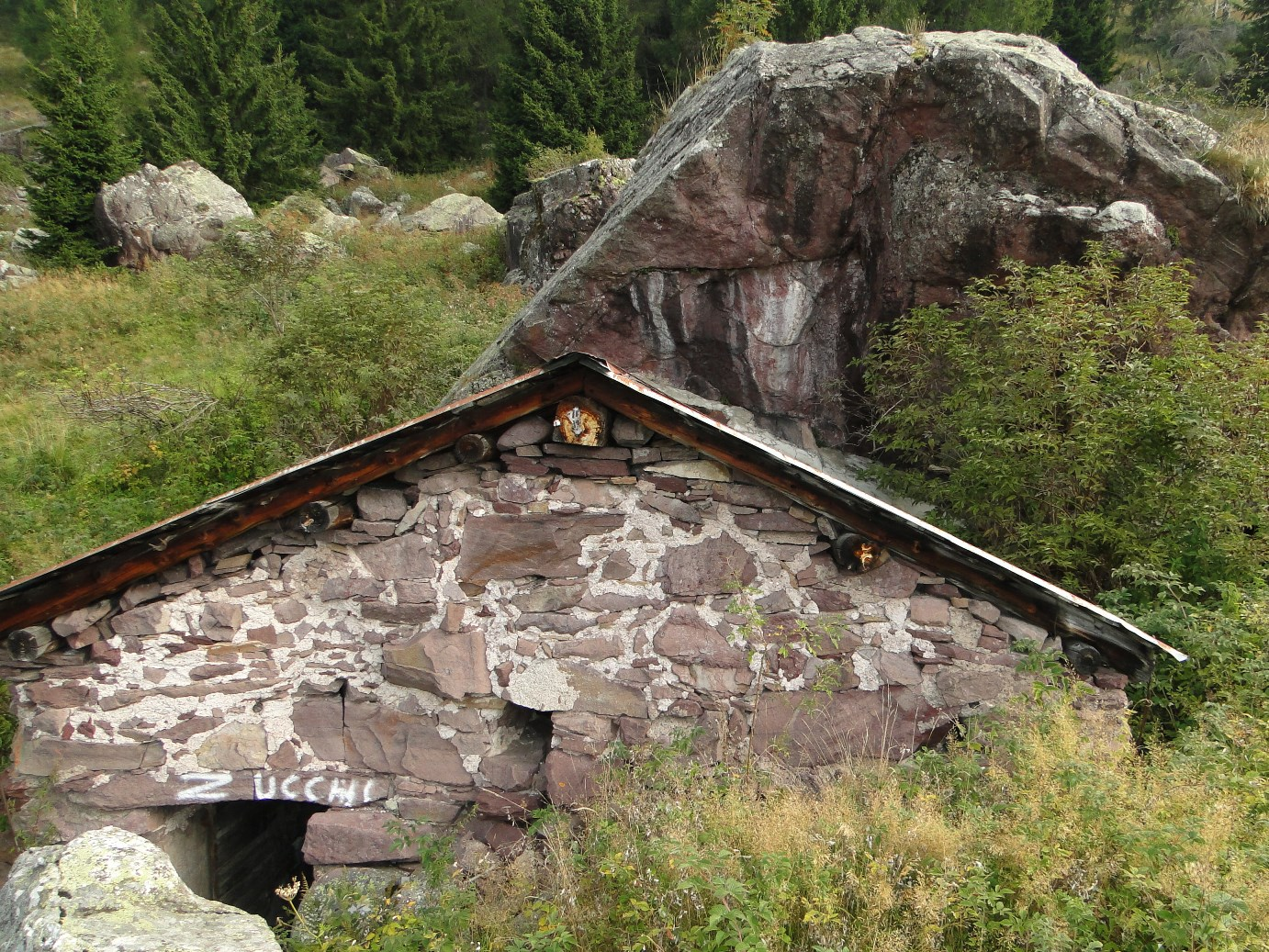
Gandellino, Baita Zucchi in Val Sedornia

## Storia
Salendo la val Sedornia, uno strano masso sembra testimoniare la presenza dell'uomo sul territorio almeno due millenni a.C., in località detta Spiaz de Martisola.
Un parallelepipedo con incisi segni circolari che si susseguono su linee parallele, e coppelle, che non sono sicuramente di origine naturale. Un masso-altare usato per culto e sacrifici dei sacerdoti precristiani, i druidi celtici, come nelle vicina valle Camonica.
Il primo documento che riporta il nome Oltre il dragone, riconducibile al bergamasco dargùn, "torrente rovinoso", o drag, "frana", questo è infatti l'antico nome della località, risale al 774, documento in cui Carlo Magno re dei Franchi, dona tutta l'Alta val Seriana al monastero di San Martino di Tours in Francia, a testimonianza di questo, Gandellino mantiene san Martino quale santo patrono.

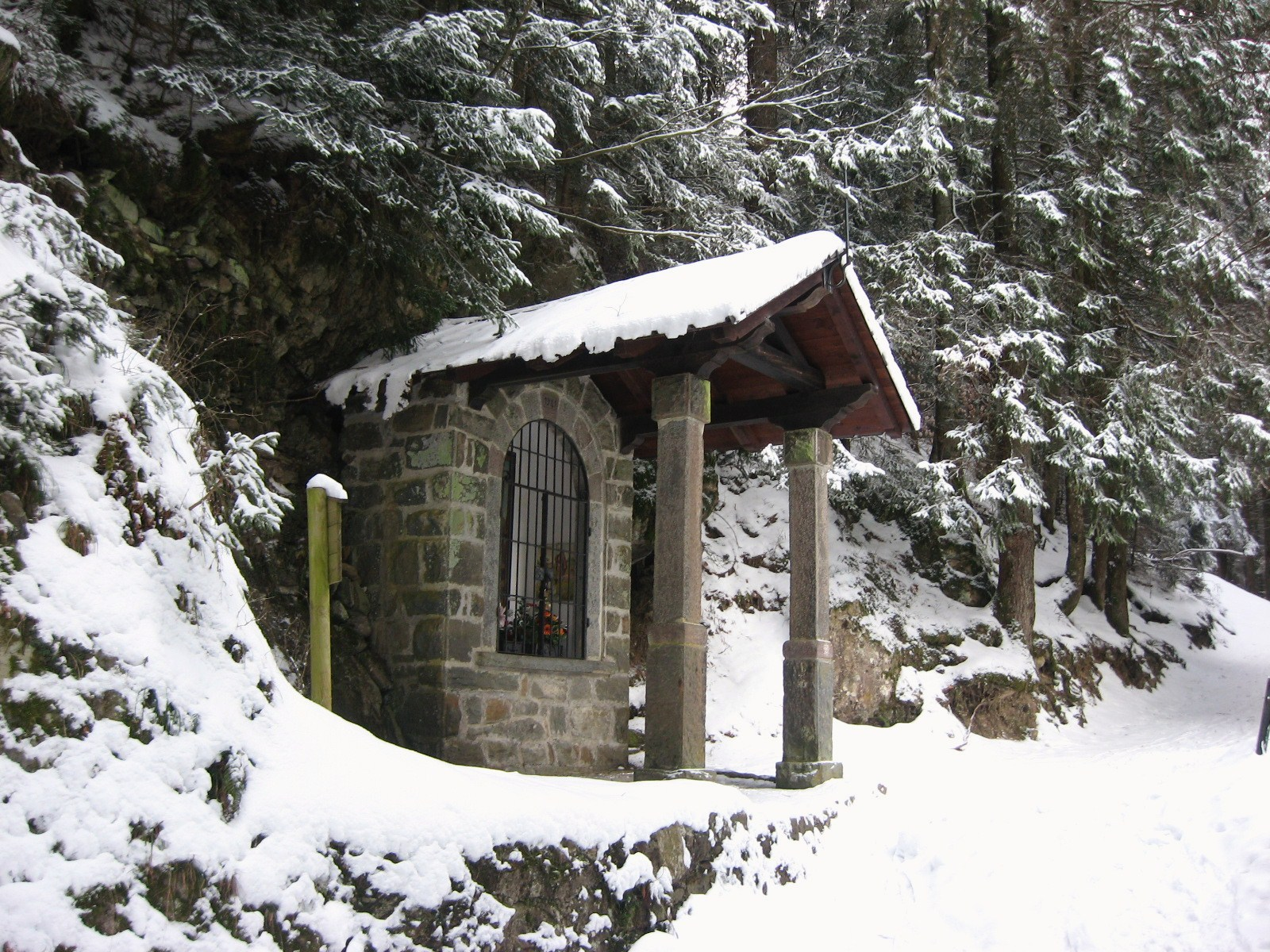
Gandellino, Cappella di San Carlo in val Sedornia

Nel 1267 ottiene l'autonomia dal vicariato di Bergamo, che nel 1026 era subentrato al monastero di San Martino di Tours, partecipando con Gromo e Valgoglio all'espugnazione del paese di Covo con mezzi propri, sia economici che di uomini in qualità di soldati e di forza lavoro. Il castello di Covo occupato da Buoso da Dovara amico dei Pallavicini, fu posto sotto assedio il 4 giugno 1266 dai Torriani, i gandellinesi con gli altri guastatori riuscirono a distruggere un'ala del castello permettendo ai soldati di entrare a liberarlo. Il documento, detto "Instrumento del privilegio", è ora conservato e consultabile presso il museo sito nel palazzo Milesi di Gromo. Con l'autonomia i ricavati dell'estrazione e lavorazione di minerali, diventano l'economia del paese. Risale al 1396 invece il documento, un atto notarile di vendita, dove compare, per la prima volta, il nome di Gandellino, anche questo con ogni probabilità dalla voce bergamasca gand, che significa "frana".
Nel XV secolo risulta che vi fosse una fucina per l'estrazione del vetriolo di proprietà della famiglia Della Torre che aveva un negozio di spisier (farmacista) in Piazza Vecchia di Bergamo, risulta presente sul territorio la località fucina, quella detta della Tor e la sorgente dell'acqua del vetriol.
Nel 1428, passando sotto il dominio veneto, il mercato e il lavoro delle armi, subiscono un notevole incrementato, come per tutti i paesi della valle, ma una terribile frana nel XV secolo, distrugge le fucine che erano presenti lungo il torrente Sedornia per la lavorazione dei metalli, e la successiva frana del 1834 ne cancella ogni traccia, rimangono consultabili solo gli atti notarili a testimonianza storica.
L'economia contadina, molto povera, data la posizione montana porta nei primi del '900 a una migrazione corposa, in Francia e in Svizzera.
Nel 1968 cedette la frazione Ripa e la località Bettuno al comune di Gromo.
Sul territorio si sono susseguite frane anche nel 2000 che richiedono da anni interventi di prevenzione con canali di scolo acque e muri di contenimento con lavori che hanno richiesto studi approfonditi del territorio.

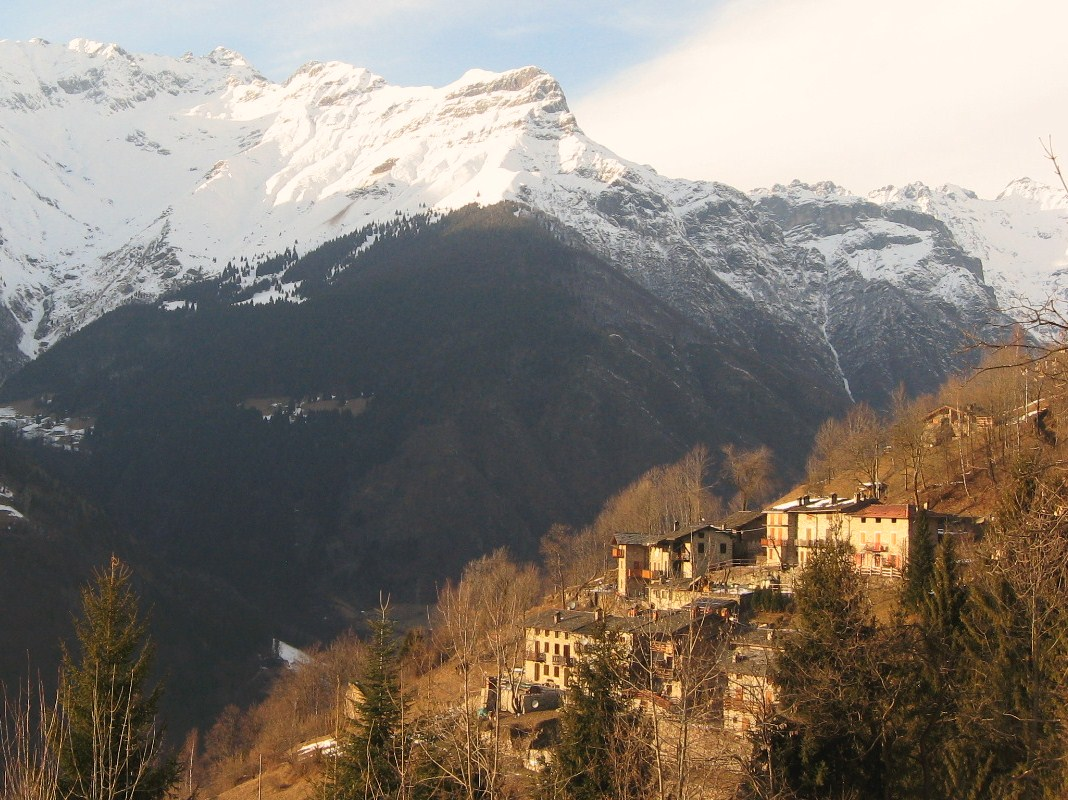
Tezzi Alti Gandellino

Le sempre difficili situazioni economiche porteranno a una unione amministrativa di Gandellino con i paesi confinanti e il 17 luglio 2014, con seduta straordinaria il consiglio comunale approva lo Statuto Costitutivo dell'Unione di Comuni dell'Alto Serio con Gromo, Valgoglio e Valbondione.

### Simboli
Lo stemma di Gandellino è stato approvato con delibera del Consiglio comunale il 16 aprile 1983 e concesso con decreto del presidente della Repubblica del 2 marzo 1984.
Gli abeti rappresentano i boschi che occupano la maggior parte del territorio comunale. I picconi e il maglio che batte sull'incudine ricordano la presenza delle miniere, la storica attività estrattiva e la lavorazione dei metalli.
Il gonfalone è un drappo partito di bianco e di azzurro.

## Monumenti e luoghi d'interesse
Di pregevole interesse artistico sono le due chiese parrocchiali.

### Chiesa di anta Maria Nascente - Gromo San Marino

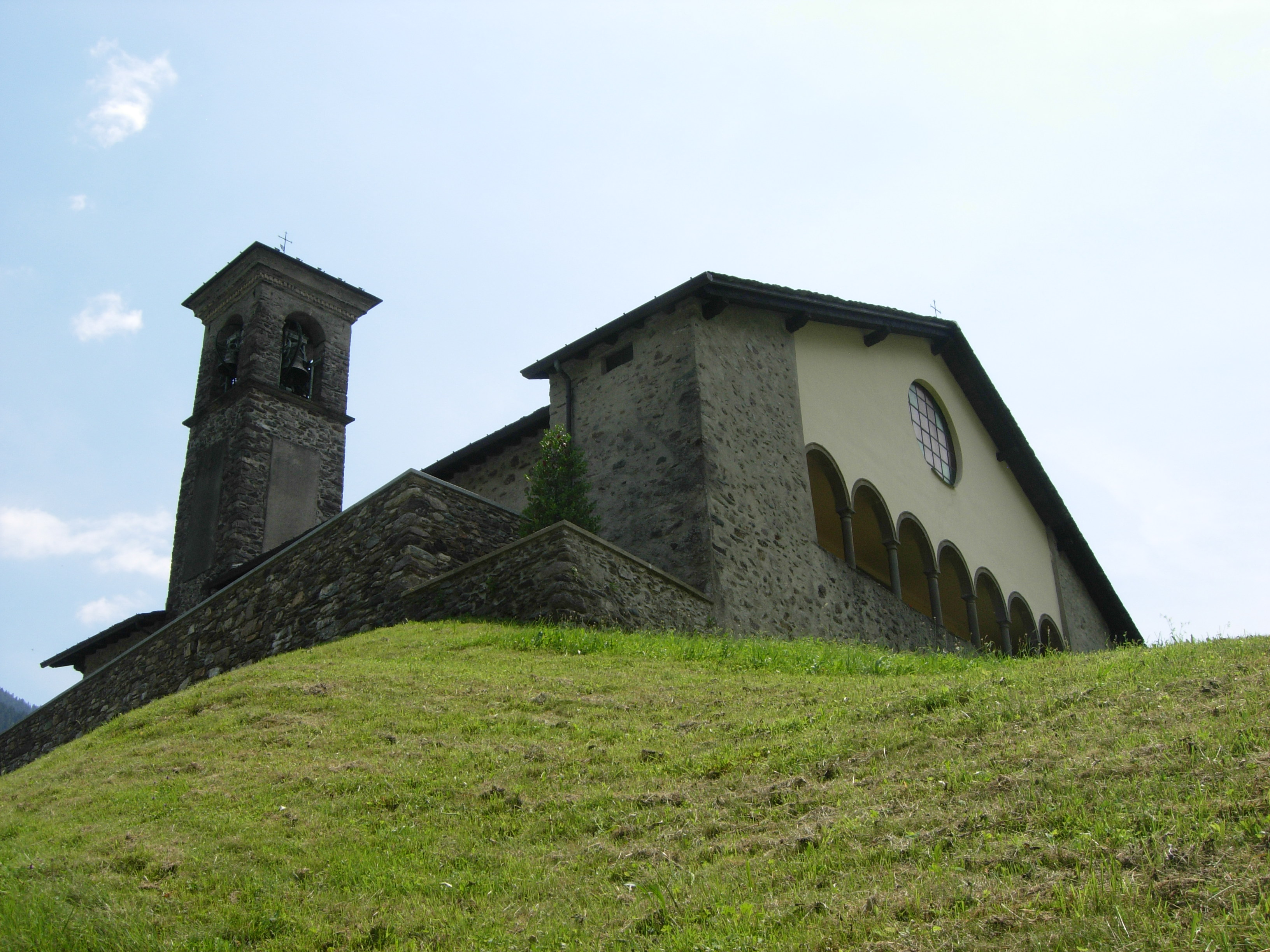
Gandellino, Chiesa Parrocchiale di Santa Maria Nascente di Gromo San Marino

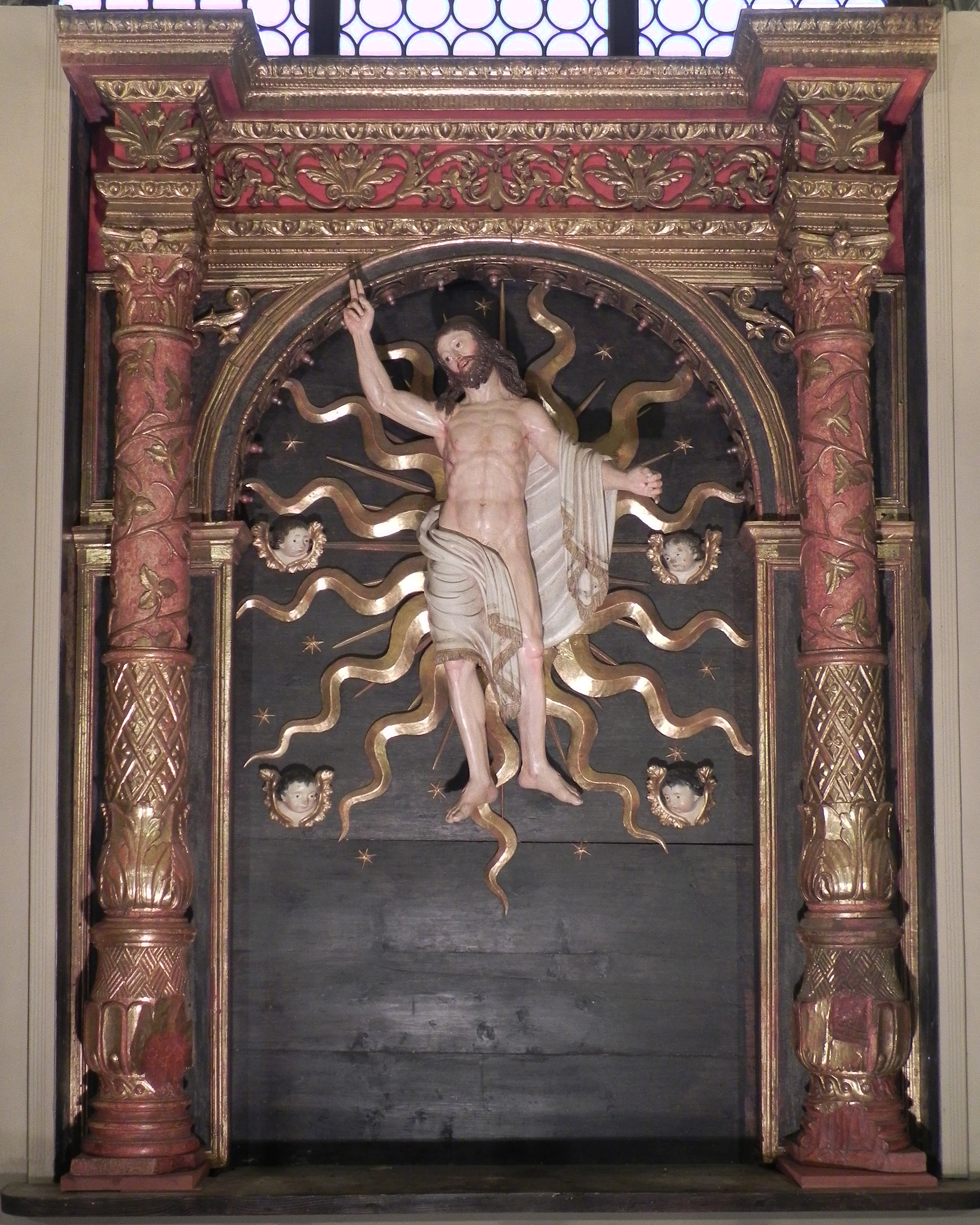
Pietro Bussolo (?)
Cristo Risorto
Legno dipinto e dorato
1510 circa
Chiesa di Santa Maria Nascente, Gromo San Marino

La chiesa, dedicata alla Natività di Maria,è risalente al 1350, situata sopra un dosso, è ben visibile dalla valle. Anticamente era annessa ad un convento di monache ora soppresso. Un porticato sui lati nord e ovest la contorna. Sul lato verso valle, presenta sette aperture ad arco a tutto sesto in pietra arenaria, complete di colonne in stile toscano che poggiano su di un alto parapetto in muratura coperto da piana in pietra come basamento.
L'interno è caratterizzato da una pianta a tre navate, di cui quella centrale più alta rispetto alle due laterali. Le volte di sostegno poggiano su grosse colonne di pietra diverse tra loro per dimensione, ciò rende le arcate a loro volta diverse, creando un'asimmetria architettonica nella chiesa.
Tra le opere artistiche degne di nota vi sono da citare antichi affreschi, molto probabilmente riconducibili proprio alla chiesa primitiva poi ampliata, presumibile opera di Giacomo Borlone de Buschis detto il Borlone, che già aveva lavorato nella valle affrescando la Danza Macabra, mentre altri di epoca quattrocentesca rappresentano Il credo degli apostoli. Sia la navata centrale che il presbiterio sono decorati con medaglie e cornici in stucco di epoca barocca che raffigurano scene della vita di Maria mentre l'ancona lignea posta dietro l'altare è caratterizzata dalla scultura del Cristo Risorto, opera d'ambito di Pietro Bussolo del 1515 circa, forse eseguito dal suo allievo più attivo Donato Prestinari.
L'edificio è stato restaurato tre volte: la prima nel 1877 e in seguito nel 1936 e infine nel 1987.

Nel cimitero accanto è stato tumulato il missionario Alessandro Dordi, proclamato beato il 3 febbraio 2015 da papa Francesco.

### Chiesa parrocchiale di San Martino

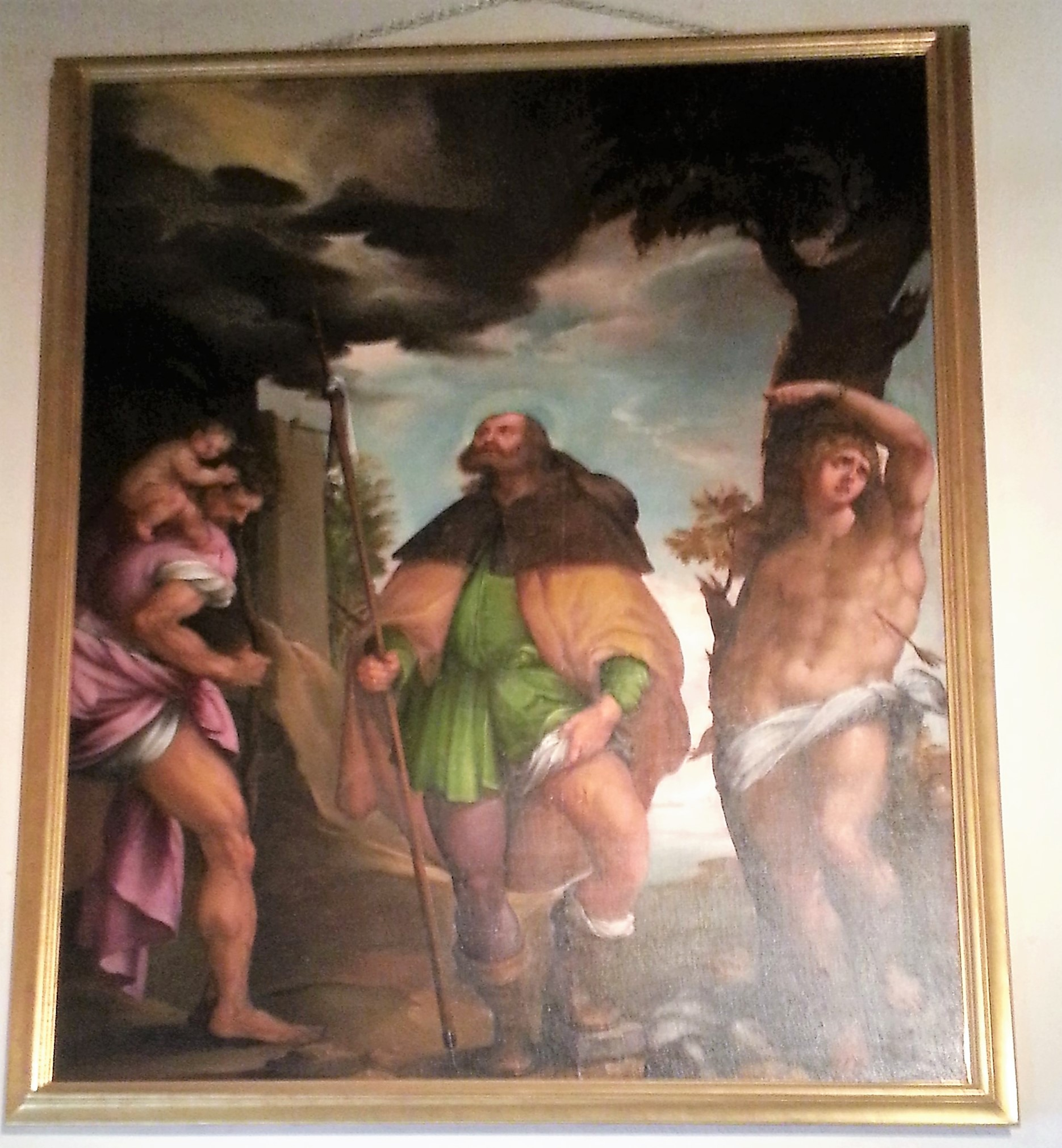
Chiesa vecchia-Domenico Carpinoni raffigurante i santi Rocco e Sebastiano

La chiesa, del XX secolo, fu iniziata nel 1920 e terminata con la costruzione della torre campanaria nel 1984, si presenta all'esterno completamente rivestita in porfido quarzifero, con ai lati due ambulacri aperti verso l'esterno con archi a tutto sesto, a cui si accede per mezzo di due scalinate. L'architettura dell'edificio da la sensazione di trovarsi davanti a un edificio a tre navate. L'interno è a pianta rettangolare a unica navata ripartita in sei campate uguali. Le pareti laterali sono interessate da un'alta zoccolatura in pietra, mentre la parte superiore s'imposta un matroneo con sei ordini di trifore per lato. Sopra, oltre il cornicione, si aprono dodici finestre circolari, due per campata, una per lato, che illuminano naturalmente l'interno della chiesa. Oltre la sesta campata inizia il presbiterio, una larga scalinata di sei gradini, nel cui mezzo spicca dominante il tiburio dell'altare centrale con ciborio proveniente dalla cappella dell'ex seminario di Clusone. La facciata opposta, sopra la porta d'ingresso, è interessata da una cantoria in muratura sorretta da quattro colonne con base e capitello. Alla base della torre campanaria posta nella parte occidentale della chiesa, vi è l'ingresso che porta all'interno della cripta. La cripta, usata per le funzioni nelle stagioni invernali, è a pianta rettangolare con un'unica navata e con copertura a volta a botte ed ha dimensione analoga alla chiesa soprastante. Ha un deambulatorio absidale e altare con colonne ed arcate in marmo rosso. Sulla parete rivolta a nord colpiscono gli intensi colori nella rappresentazione, di autore anonimo, raffigurante l'inferno, il purgatorio e il paradiso. Nella cripta è conservata la statua della Madonna del Carmine opera di Giovanni Giuseppe Piccini.

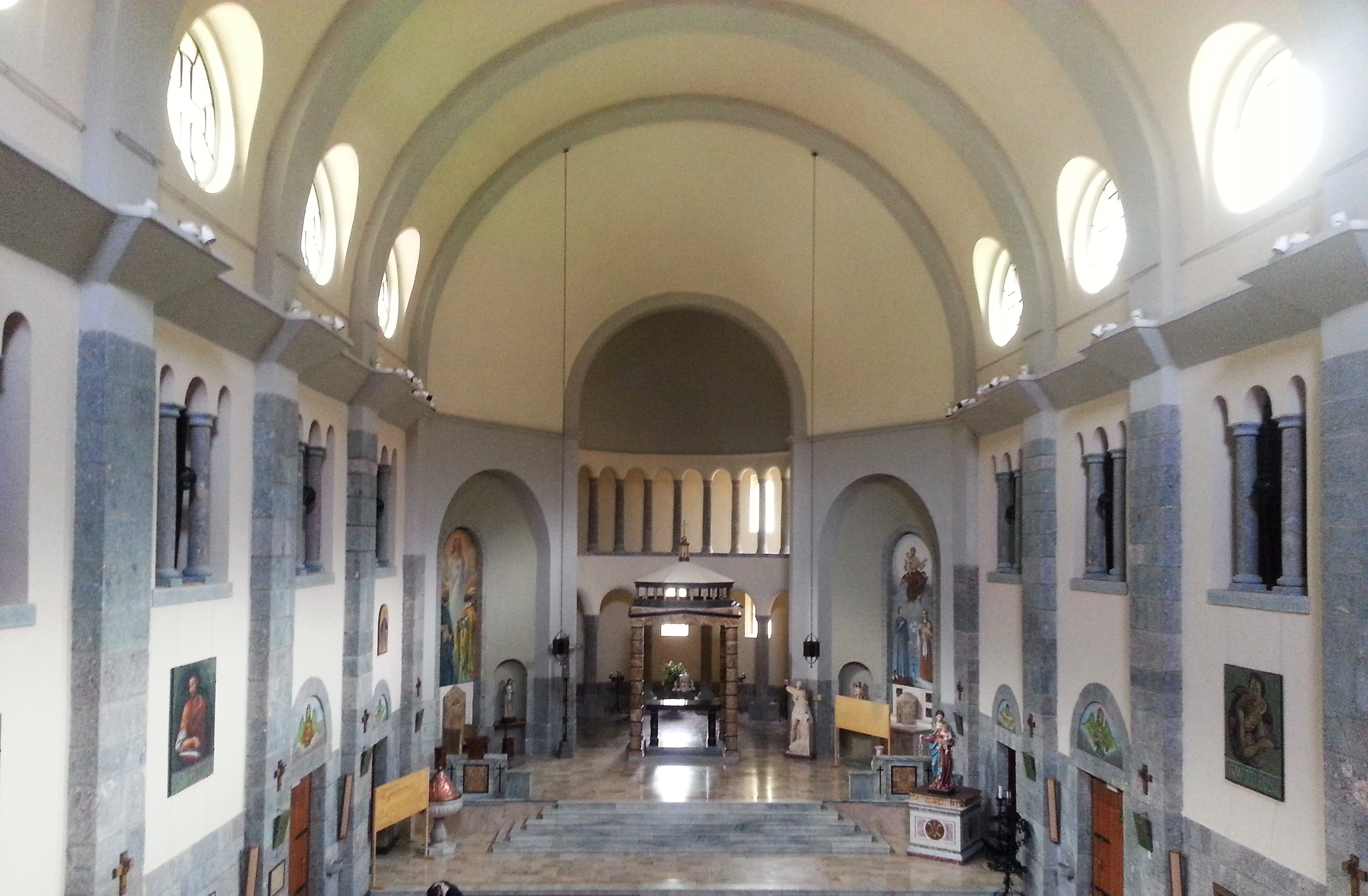
Chiesa superiore di San Martino in Gandellino

Nella chiesa sono conservate opere di Domenico Carpinoni raffiguranti San Cristoforo, san Sebastiano e san Rocco un San Carlo e san Filippo Neri e una Madonna con il Rosario con i santi Domenico e Caterina.

### San Giorgio - Bondo. Santa Lucia -Tezzi
Altre chiese da visitare sono quelle di San Giorgio a Bondo, dedicata alla Nostra Signora di Lourdes, di San Giovanni Battista in località Tezzi e di Santa Lucia in contrada Foppi. L'abitato di Tezzi offre anche alcuni esempi di architettura tipica della montagna bergamasca: un tempo contrada popolosa, ancora percorsa da viottoli e angusti acciottolati, ha ben conservato le case rurali con finestrelle e inferriate, ballatoi in legno e tetti con tipiche lastre di ardesia.
Pregevole esempio di archeologia industriale è invece la centrale idroelettrica Enel, risalente al 1920, di aspetto neogotico.

## Società

### Evoluzione demografica
Abitanti censiti

### Tradizioni e folclore

#### Madonna del Carmelo
Malgrado il paese abbia come santo patrono san Martino, è la festa della Madonna del Carmelo che cade il 16 luglio, quella maggiormente solennizzata. I numerosi emigranti, che dai primi del Novecento si sono allontanati dal paese alla ricerca di lavoro tornando solo durante le vacanze estive, hanno portato a posticipare i festeggiamenti al 15 agosto, giorno della Assunta.
Le vie e gli angoli del paese, che diventano il percorso della precessione, vengono addobbati di fiori e di simboli mariani, ma l'attrazione della festa è l'incanto' del "port" de la Madona.
Pochi minuti prima della processione, infatti, sul sagrato della chiesa, si radunano i paesani e seguono l'incanto all'asta per il porto della statua durante la processione.
Dopo il susseguirsi di suggestivi lanci e rilanci di offerte, il banditore proclama chi si è aggiudicato il porto della statua lungo le vie del paese, tra i maridàcc e i zùegn, tra gli sposati e i giovani. Lo scoppio di botti segna l'inizio della processione.

## Amministrazione
| Periodo        | Periodo        | Primo cittadino         | Partito                                                     | Carica  | Note |
| -------------- | -------------- | ----------------------- | ----------------------------------------------------------- | ------- | ---- |
| 7 maggio 1990  | 22 aprile 1995 | Gabriella Dordi         | "Democrazia Cristiana", poi lista civica "Amicizia - Unità" | Sindaca |      |
| 23 aprile 1995 | 12 giugno 1999 | Gabriella Dordi         | lista civica "Monte Redorta"                                | Sindaca |      |
| 13 giugno 1999 | 13 giugno 2004 | Fabrizio Gusmini        | lista civica "Nuove idee"                                   | Sindaco |      |
| 14 giugno 2004 | 7 giugno 2009  | Fabrizio Gusmini        | lista civica "Nuove idee"                                   | Sindaco |      |
| 8 giugno 2009  | 25 maggio 2014 | Tobia Sighillini        | lista civica "Camminare nel tuo paese"                      | Sindaco |      |
| 26 maggio 2014 | 26 maggio 2019 | Flora Donatella Fiorina | lista civica "Uniti nel rinnovamento"                       | Sindaca |      |
| 27 maggio 2019 | 11 giugno 2024 | Flora Donatella Fiorina | lista civica "Uniti nel rinnovamento"                       | Sindaca |      |
| 11 giugno 2024 | in carica      | Flora Donatella Fiorina | lista civica "Uniti nel rinnovamento"                       | Sindaca |      |